# Sèssimè
Sessimè, de son nom civil Bidossessi Christelle Guédou, née le 20 février 1984 à Covè au Bénin, est une autrice-compositrice-interprète et chanteuse béninoise. Son nom d’artiste est tiré de son prénom, Bidossèssi, qui veut dire « Tout dépend du destin », ou encore, « Tout est entre les mains de Dieu ». Le nom Sessimè est donc une autre façon de dire Bidossèssi en langue Fon,,.

## Biographie
Dès l’âge de 13 ans, Sessimè découvre son amour pour les métiers d'art, grâce à ses parents, Charles Guédou et Léontine Houndonou, qui lui transmettent très tôt, leur amour pour la musique et la danse. Animée par la grande ambition d'être une star internationale à l'image du roi de la pop Michael Jackson et de la diva africaine Angélique Kidjo, elle adopte un style Afropop-rock et zouk aux couleurs béninoises et yoruba (afrobeat, tchinkounmey, zinlin). Elle participe avec succès à divers jeux concours scolaires. Son succès à la télé-réalité intitulée Coca-Cola Star Promo en 2007 est le point de lancement de sa carrière musicale,. Sa carrière démarre véritablement sur le plan international grâce à son second album Wazakoua, sorti en 2011. En 2012, elle est élue Meilleur Espoir Féminin du continent Africain aux Kora Awards,,,. En couple avec l'artiste Nikanor

## Prix et récompenses musicales
- Meilleure artiste de l'année au Bénin top 10 AWARDS 2019
- 2017 concours sur l’émission Bénin top 10[7].
- Vice-championne du prix du meilleur artiste de l’année 2017
- Prix de l’artiste des auditeurs
- 2013 finaliste concours prix «Découvertes RFI-FRANCE24»[8].
- 2013 Lauréate du jeu concours Facebook « TOP20 » organisé par les KORAS[8],[2].
- 2012 : Kora Award  Meilleur Espoir Féminin du Continent africain[8].
- 2011, au Bénin avec l’album WAZAKOUA, elle a été[8]:
- Meilleur artiste de musique moderne d’inspiration traditionnelle
- Meilleur clip vidéo aux Bénin Golden Awards 2011.
- Artiste des auditeurs et Meilleur artiste de l’année au Bénin Top 10 de l’ORTB.
- Grand prix africain Meilleur artiste de musique moderne d’inspiration traditionnelle au festival Sica 2011

## Discographie
Albums
- 2007 : PourquoiPourquoi, ce 1er album sorti en 2007 grâce au concours Star promo (concours de musique national) au cours duquel elle a été lauréate lui permettant de bénéficier d’une grande promotion à travers les chaînes de radio et de télévision.
- 2011 : WAZAKOUAWAZAKOUA, ce 2e album sorti le 16 juillet 2011 à Cotonou a obtenu toutes les plus grandes distinctions musicales nationales dont le Bénin Golden Awards, Trophées SICA, et autres.

Singles
- Mayavio
- Moulé té
- Sètché ho
- Danassoukoui
- Fana Fana (ft Rico Amaj)
- Paix et Unité
- Fashion Groovy
- Folow me (ft Clark donovan)
- Nayilé
- Ago N’do
- Officializé
- Haya
- Gbadou 2019
- Je ne vois que toi (ft Mr leo) 2019
- Viens danser (ft Faty) 2019
- Guigo 2020
- Accro 2020
- Tatouage 2021[10]
- Daaga

Collaborations ou Featuring
- Folow me en featuring avec Clark Donovan
- Fana Fana en featuring avec Rico Amaj
- YAYAYE en featuring avec Almok
- Viens danser en featuring avec Faty
- Je ne vois que toi en featuring avec Mr Leo
- Lemiwé en featuring avec Blaaz